# Cercottes
Cercottes és un municipi francès, situat al departament del Loiret i a la regió de Centre – Vall del Loira. L'any 2007 tenia 1.109 habitants.

## Demografia

### Població
El 2007 la població de fet de Cercottes era de 1.109 persones. Hi havia 383 famílies, de les quals 69 eren unipersonals (38 homes vivint sols i 31 dones vivint soles), 96 parelles sense fills, 203 parelles amb fills i 15 famílies monoparentals amb fills.
La població ha evolucionat segons el següent gràfic:
Habitants censats

### Habitatges
El 2007 hi havia 412 habitatges, 388 eren l'habitatge principal de la família, 3 eren segones residències i 21 estaven desocupats. 379 eren cases i 33 eren apartaments. Dels 388 habitatges principals, 298 estaven ocupats pels seus propietaris, 84 estaven llogats i ocupats pels llogaters i 6 estaven cedits a títol gratuït; 9 tenien una cambra, 17 en tenien dues, 23 en tenien tres, 89 en tenien quatre i 250 en tenien cinc o més. 337 habitatges disposaven pel capbaix d'una plaça de pàrquing. A 124 habitatges hi havia un automòbil i a 247 n'hi havia dos o més.

### Piràmide de població
La piràmide de població per edats i sexe el 2009 era:
| Homes | Edats   | Dones |
| ----- | ------- | ----- |
| 0     | 95 o +  | 4     |
| 0     | 90 a 94 | 4     |
| 4     | 85 a 89 | 12    |
| 0     | 80 a 84 | 4     |
| 4     | 75 a 79 | 8     |
| 12    | 70 a 74 | 12    |
| 12    | 65 a 69 | 8     |
| 8     | 60 a 64 | 4     |
| 16    | 55 a 59 | 24    |
| 28    | 50 a 54 | 24    |
| 40    | 45 a 49 | 28    |
| 24    | 40 a 44 | 28    |
| 36    | 35 a 39 | 40    |
| 36    | 30 a 34 | 36    |
| 16    | 25 a 29 | 28    |
| 16    | 20 a 24 | 20    |
| 24    | 15 a 19 | 36    |
| 28    | 10 a 14 | 40    |
| 40    | 5 a 9   | 24    |
| 12    | 0 a 4   | 20    |

## Economia
El 2007 la població en edat de treballar era de 720 persones, 588 eren actives i 132 eren inactives. De les 588 persones actives 561 estaven ocupades (288 homes i 273 dones) i 26 estaven aturades (12 homes i 14 dones). De les 132 persones inactives 44 estaven jubilades, 53 estaven estudiant i 35 estaven classificades com a «altres inactius».

### Ingressos
El 2009 a Cercottes hi havia 410 unitats fiscals que integraven 1.202 persones, la mediana anual d'ingressos fiscals per persona era de 19.845 €.

### Activitats econòmiques
Dels 69 establiments que hi havia el 2007, 3 eren d'empreses de fabricació de material elèctric, 5 d'empreses de fabricació d'altres productes industrials, 12 d'empreses de construcció, 25 d'empreses de comerç i reparació d'automòbils, 12 d'empreses de transport, 1 d'una empresa d'hostatgeria i restauració, 5 d'empreses immobiliàries, 3 d'empreses de serveis, 1 d'una entitat de l'administració pública i 2 d'empreses classificades com a «altres activitats de serveis».
Dels 20 establiments de servei als particulars que hi havia el 2009, 1 era una oficina de correu, 9 tallers de reparació d'automòbils i de material agrícola, 1 paleta, 1 guixaire pintor, 3 fusteries, 1 lampisteria, 2 electricistes, 1 perruqueria i 1 agència immobiliària.
Dels 2 establiments comercials que hi havia el 2009, 1 era una sabateria i 1 una botiga d'electrodomèstics.
L'any 2000 a Cercottes hi havia 7 explotacions agrícoles.

## Equipaments sanitaris i escolars
El 2009 hi havia una escola elemental.

## Poblacions més properes
El següent diagrama mostra les poblacions més properes.